# Lela Bliss
Lela Bliss (* 11. Mai 1896 in Los Angeles, Kalifornien; † 15. Mai 1980 in Woodland Hills, Kalifornien) war eine US-amerikanische Filmschauspielerin.

## Leben
1915 gab Bliss in dem Stummfilm Pretty Mrs. Smith ihren ersten Auftritt. Es folgten bis in die 1960er-Jahre mehr als 40 Spielfilme, wobei es im Regelfall bei Nebenrollen von kleiner bis mittlerer Größe blieb. Unter anderem hatte sie im Abspann erwähnte Rollen in dem Thriller Der schwarze Spiegel und dem Drama Die Schlangengrube, jeweils an der Seite von Olivia de Havilland. Ab den 1950er-Jahren trat Bliss auch für Fernsehserien vor die Kamera und hatte 1967 ihren letzten Auftritt als Gastdarstellerin in der Sitcom Süß, aber ein bißchen verrückt mit Marlo Thomas.
Bliss war von 1924 bis zu dessen Tod 1955 mit dem kanadischen Film- und Theaterschauspieler Harry Hayden verheiratet. Gemeinsam leiteten sie ab den 1930er-Jahren die bekannt gewordene Schauspielschule Bliss-Hayden School of Acting am 254 South Robertson Boulevard in Beverly Hills. Diese wurde unter anderem von Schauspielern wie Marilyn Monroe, Veronica Lake, Debbie Reynolds, Doris Day, Jon Hall, Mamie Van Doren und Betty White besucht, die zu diesem Zeitpunkt zumeist noch am Anfang ihrer Karriere standen. Mit ihren Schülern führten Bliss und Hayden auch Theaterstücke auf. In dem Film Griff in den Staub verkörperten Hayden und Bliss im Jahr 1949 auch vor der Kamera ein Ehepaar. Von 1951 bis 1955 spielte Bliss in der Fernsehserie The Stu Erwin Show eine wiederkehrende Nebenrolle als Adele Johnson, abermals an Haydens Seite.
Der Sohn des Ehepaares, Don Hayden (1926–1998), wurde später ebenfalls als Schauspieler tätig.

## Filmografie (Auswahl)
- 1915: Pretty Mrs. Smith
- 1919: The Loves of Letty
- 1936: Hitch Hike to Heaven / Alternativtitel: Footlights and Shadows
- 1939: The Amazing Mr. Williams
- 1944: Ladies of Washington
- 1944: Als du Abschied nahmst (Since You Went Away)
- 1946: Without Reservations
- 1946: Der schwarze Spiegel (The Dark Mirror)
- 1947: Das Wunder von Manhattan (Miracle on 34th Street)
- 1947: Gas House Kids Go West
- 1947: When a Girl’s Beautiful
- 1947: Clara Schumanns große Liebe (Song of Love)
- 1948: Geheimnis der Mutter (I Remember Mama)
- 1948: Give My Regards to Broadway
- 1948: Die Schlangengrube (The Snake Pit)
- 1948: When My Baby Smiles at Me
- 1949: Miss Mink of 1949
- 1949: Griff in den Staub (Intruder in the Dust)
- 1949: Zwei Männer und drei Babies (And Baby Makes Three)
- 1950: Never a Dull Moment
- 1950: Tod im Nacken (To Please a Lady)
- 1951: Auf Bewährung freigelassen (The Company She Keeps)
- 1951: Die Ehrgeizige (Payment on Demand)
- 1951: Ghost Chasers
- 1951: No Questions Asked
- 1951: On the Loose
- 1951–1955: The Stu Erwin Show (Fernsehserie, 11 Folgen)
- 1952: Abenteuer in Rom (When in Rome)
- 1952: Young Man with Ideas
- 1952: And Now Tomorrow
- 1952: The Rose Bowl Story
- 1952: Army Bound
- 1953: Götter ohne Maske (Tonight We Sing)
- 1953: Gardenia – Eine Frau will vergessen (The Blue Gardenia)
- 1953: All meine Sehnsucht (All I Desire)
- 1954: Eine Nacht mit Susanne (Susan Slept Here)
- 1955: Verbrecherzentrale Totenkopf (The Big Tip Off)
- 1955: Ain’t Misbehavin’
- 1956: Three for Jamie Dawn
- 1956: Das schwache Geschlecht (The Opposite Sex)
- 1958: Maverick (Fernsehserie, Folge 1x18)
- 1958: Die tolle Tante (Auntie Mame)
- 1959: Immer die verflixten Frauen (Ask Any Girl)
- 1959: Wie angelt man sich einen Millionär? (How to Marry a Millionaire, Fernsehserie, Folge 2x08)
- 1959: Twilight Zone (The Twilight Zone, Fernsehserie, Folge 1x08 Alle Zeit der Welt)
- 1960: Anruf genügt – komme ins Haus (Bells Are Ringing)
- 1960: Pepe – Was kann die Welt schon kosten (Pepe)
- 1964: Mr. Ed (Mister Ed, Fernsehserie, Folge 4x26 Besuch vom Mars)
- 1965: The Addams Family (Fernsehserie, Folge 1x21)
- 1967: Süß, aber ein bißchen verrückt (That Girl, Fernsehserie, Folge 1x20)